# Calico Rock
Calico Rock is een plaats (city) in de Amerikaanse staat Arkansas, en valt bestuurlijk gezien onder Izard County.

## Demografie
Bij de volkstelling in 2000 werd het aantal inwoners vastgesteld op 991.
In 2006 is het aantal inwoners door het United States Census Bureau geschat op 1002, een stijging van 11 (1,1%).

## Geografie
Volgens het United States Census Bureau beslaat de plaats een oppervlakte van
9,4 km², waarvan 9,3 km² land en 0,1 km² water.

## Plaatsen in de nabije omgeving
De onderstaande figuur toont nabijgelegen plaatsen in een straal van 24 km rond Calico Rock.